# ريتشارد موير
ريتشارد موير (بالإنجليزية: Richard Moir)‏ هو ممثل أسترالي، ولد في 1950 في كوينزلاند في أستراليا.

## وصلات خارجية
- ريتشارد موير على موقع IMDb (الإنجليزية)
- ريتشارد موير على موقع قاعدة بيانات الفيلم (الإنجليزية)